# Evangelikalism
Evangelikalism, adjektivform evangelikal (av engelska evangelical), är en protestantisk riktning som förenar stark bibeltro med väckelsefromhet och betoning av helgelse. Begreppet har sitt ursprung i att det svenska ordet evangelisk kommit att bli en synonym med reformatorisk eller protestantisk (jämför Evangelisk-lutherska kyrkan i Finland, Evangelische Kirche in Deutschland etc), medan den engelska motsvarigheten evangelical står för väckelsekristendom och konservativ teologi, särskilt i USA. För att få ett svenskt ord för den inriktningen blev det nödvändigt att låna in ordet på nytt.  
Inom evangelikalismen nedtonas liturgi, och prästen har inte en roll som mellanhand mellan Gud och församlingen. Evangelikalismen som rörelse har sin bakgrund i 1800-talets stora folkväckelser och den amerikanska kristet fundamentalistiska rörelsen och intar i likhet med denna en kritisk hållning till liberalteologi och bibelkritik. Evangelisten Billy Graham har ansetts förkroppsliga den evangelikala rörelsen.
Lausannedeklarationen (1974), Manilamanifestet och Chicago-manifestet om Bibelns ofelbarhet är några dokument som kan beskrivas som evangelikala bekännelseskrifter.

## Termens användning i Sverige
Bland andra Evangeliska Frikyrkan och vissa baptistförsamlingar beskriver sig själva som evangelikala och ansluter sig till Lausannedeklarationen och Manilamanifestet i sina stadgar. Den evangelikala trosinriktningen är dock samfundsöverskridande och anhängare finns inom de flesta svenska kyrkor, inklusive Svenska kyrkan. Svenska Evangeliska Alliansen är ett nätverk för evangelikala kristna i Sverige. Den evangelikala rörelsen är yngre och mer radikal än baptismen, men äldre än pingströrelsen och uppfattas därför ofta som mindre radikal.
Begreppet har mött kritik från akademiska kretsar. Det beror främst på att det söker rymma alla former av bibeltroende rörelser och därmed tillintetgör sin definierande funktion. Exempelvis betraktas ibland de pentekostala rörelserna som evangelikaler, även om företrädare för dessa ofta tagit avstånd från etiketten, och har avvikande lärouppfattningar än den evangelikala rörelsen i några få frågor, exempelvis gällande synen på arvsynd. Även vissa baptistförsamlingar och trosrörelsen omskrivs inte sällan som evangelikala.
Det finns även en tvekan inför att använda det nyinlånade ordet i organisationers namn, vilket gör att ordet evangelisk i namnen Evangeliska Frikyrkan och Svenska Evangeliska Alliansen betyder evangelikal, medan samma ord i Evangeliska Fosterlandsstiftelsen och evangelisk-luthersk betyder luthersk, vilket Svenska kyrkan är.